# Pleșcoi
Pleșcoi – wieś w Rumunii, w okręgu Buzău, w gminie Berca. W 2011 roku liczyła 861 mieszkańców. 